# 上空解放

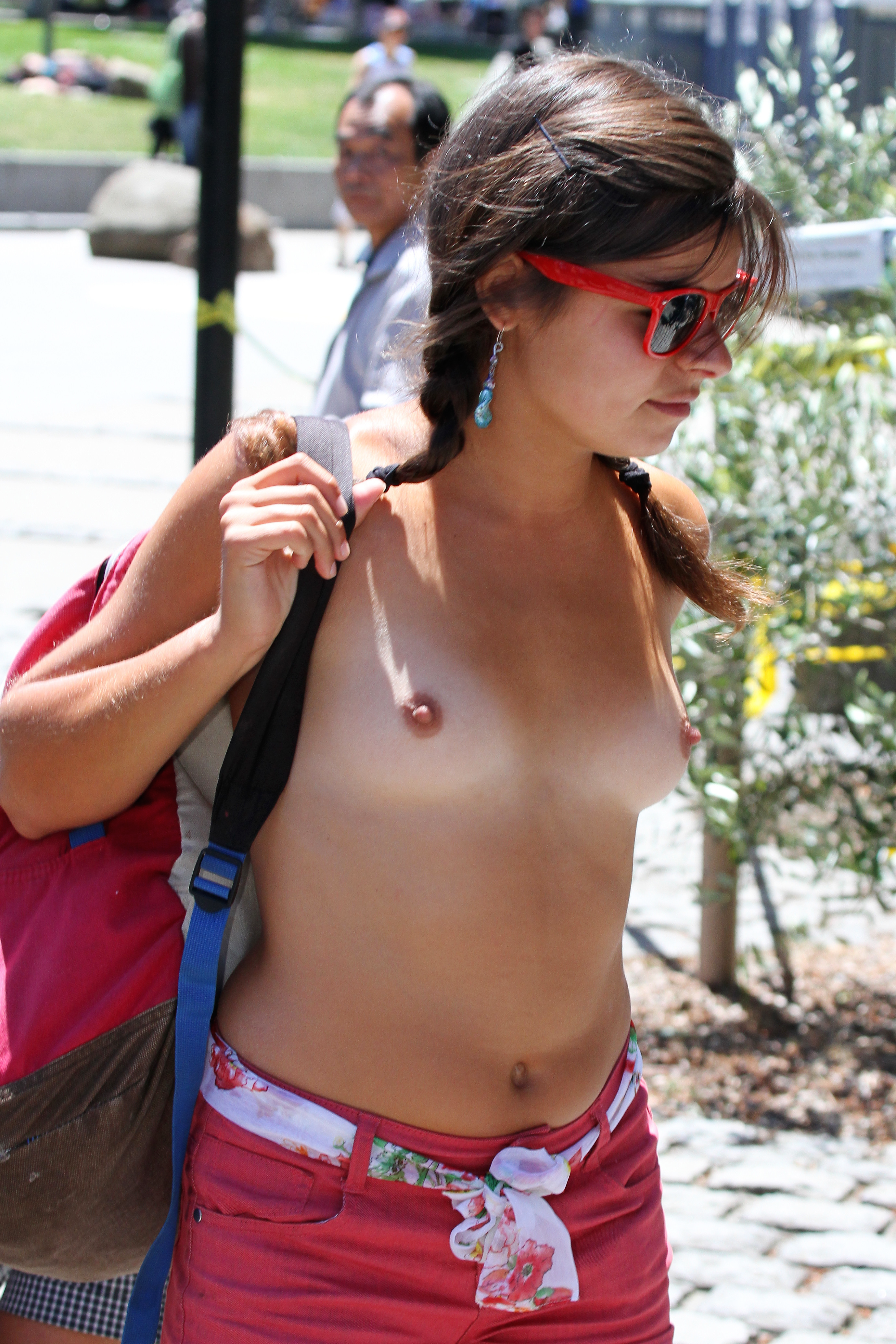
2013年三藩市世界裸體騎行无上装女子

上空解放（英語：Topfreedom）是一种由女性主导的文化或社会运动，目的是要求承认女性具有和男性相同，在公众场所裸露上半身的平等权利。同时，它也鼓吹将女性在公众场所哺乳的行为合法化，并提倡上空日光浴和男女平等。
很久以来，社会规范要求成年女性必须在公众场所将乳房遮盖，不少国家的法律也明文规定成年女性在公众场所裸露上半身是犯法的行为，罪名等同于裸露生殖器，但是同样的标准却不適用在男性的身上，成年男性在公众场所裸胸是可以被合理接受的。因此，部分的女性认为这种态度含有歧视的成分在内，在她们看来做为第二性徵的乳房在生理结构上，其实和男性的胸部是并无分別。

## 社会和法律态度
许多社会认为裸露乳房的女性违背了社会规范。在许多司法管辖区，上空解放的女性会因不雅暴露、行为不检等原因被传唤。抛开这种做法的合法性不谈，上空解放的女性也常常因此遭到性骚扰；而支持该运动的女性正试图改变社区内将乳房看作性器官或不雅物的态度。
欧洲的部分国家已经合法化了非色情裸照。在欧洲的许多地方，裸泳和全裸日光浴已经被社会所接受，但是仍有许多地区对此存在争议。欧洲的许多公共游泳池为市政私有，在那里，政府机关可以自由规定这些地方的着装守则。

## 不同地区的情况

### 欧洲、地中海和其他西方国家

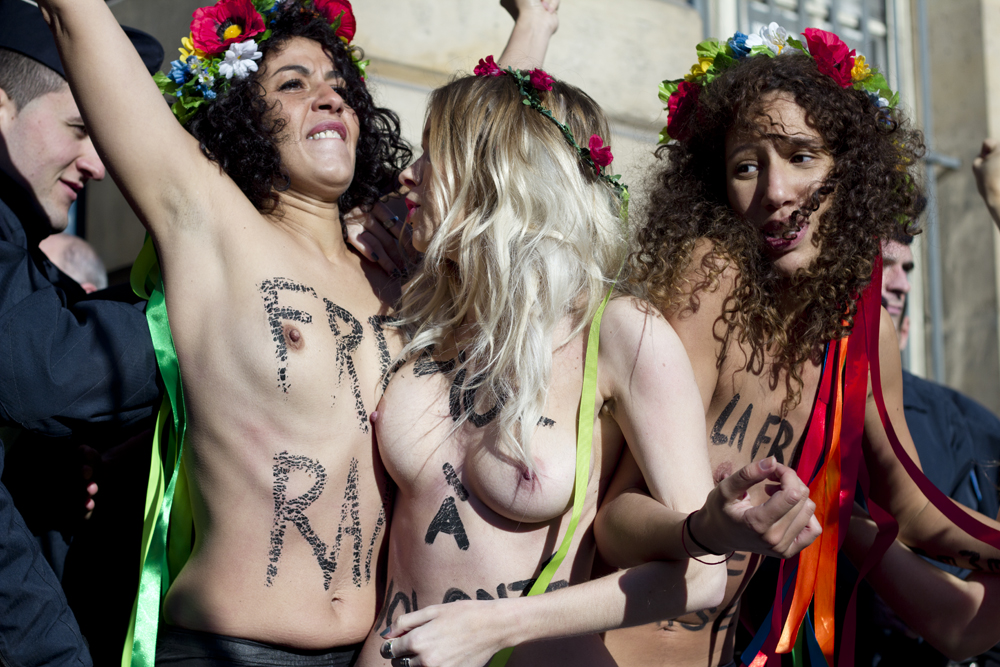
女性主義團體FEMEN以裸露上身（上空）為抗議手段

在欧洲和澳大利亚的海滩，裸露上半身游泳和日光浴是普遍常见的行为，在部分地区甚至是被法律明文允许的；而在法律没有详细说明的地区，上身裸露也被大众有共识的被默许接受。在英国伦敦漢普斯特德荒野（Hampstead Heath）内的建伍女子泳池（Kenwood Ladies' Bathing Pond）自1976年开始就被大伦敦议会批准上空游泳和日光浴，而男性是被禁止进入此处的。国際連鎖酒店对此行为也保持一种开放的政策，部份度假酒店和公寓大楼允许顾客的泳池裸体日光浴，一些游轮也允许有女性在只开放给成年人的甲板区裸露上半身。
一些地区，女性被允许在特定的区域裸露上半身，如法屬圭亞那的瓜德罗普、加勒比地区的聖巴泰勒米島、馬提尼克和圣马丁岛、南非開普敦的克利夫頓、以色列的特拉维夫和伊拉特、西班牙的伊维萨岛和福门特拉岛。另外还有希腊、墨西哥、委內瑞拉和巴西的部份海滩、几乎克罗地亚亚得里亚海岸的所有海滩以及欧洲地中海岸线的海滩都允许上身裸露。
由2007年9月开始，瑞典一个名为的女权组织开始在一些泳池争取让女性拥有和男性相同裸露上半身的平等权利。在瑞典，公开赤裸上半身并不犯法，不过好些私人或公众场所制定了相关的服装守则要求民众遵守。该组织在2009年6月成功争取到马尔默城市体育及娱乐理事会的许可，让任何人士视自身的需求决定是否在室内公众泳池掩盖上半身。2007年12月，一个丹麦的異議組織成功争取女性拥有和男性相同在公众泳池半裸泳的权利，虽然实際上在当地裸露上半身是从来不违法的。
2022年，德國的哥廷根（Göttingen）與席根（Siegen）皆成為允許女性在泳池上空的城市，2023年德國首都柏林（Berlin），有鑑於該城市多年來為「天體運動」（Freikörperkultur）活動據點，柏林官方正式允許女性能與男性一樣，以上空方式進入泳池游泳，不再受穿著泳衣的限制。

### 亚洲

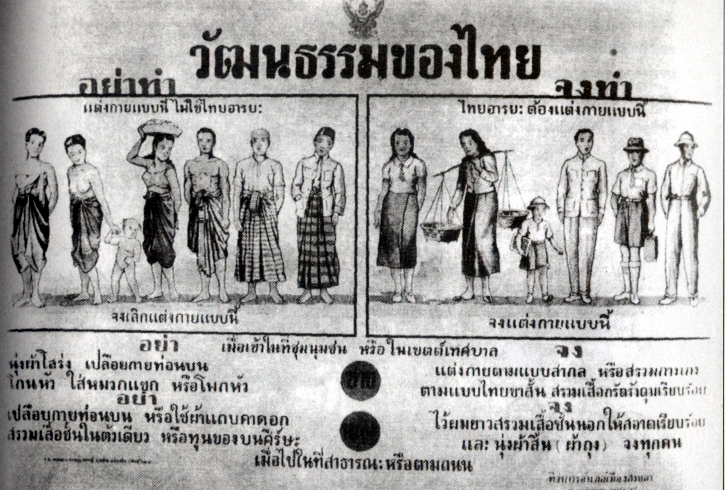
泰国前首相銮披汶·颂堪执政时期流通的一则“文明服饰”海报

在亚洲和西亚的多数国家依然保有保守的社会规范，妇女被严格禁止在公开场合裸露上半身，但在泰国普吉岛、苏梅岛和沙美岛的旅游区也会给于外国游客这方面的特权。
2009年8月12日在中国青岛，一名来自保加利亚的女游客曾因为在沙滩上空日光浴而引起骚动，但最后在无法律规范之下而不了了之。
在台灣旗津，發生過来自法國的女游客因为在沙滩上空日光浴而被勸阻。

### 中东
在2008年7月，79名外国游客被杜拜警察拘捕并控以猥褻罪，在杜拜，虽然外国游客允许在海滩穿戴比基尼，但是身穿短裤和赤裸上半身在街上行走是不被许可的。
在80%人口是穆斯林、相對世俗的突尼斯，外国女游客只能够在酒店的私人海滩或泳池进行日光浴，在公众海滩必须如当地妇女般穿戴遮盖全身的传统服装。

### 美国

美国各州及领土的裸胸合法性

在美国的多数地区，成年女性在公开场合裸露上半身是不合法的，可能会以公然猥褻、妨害公众或行为失当的罪名被提控。有一部分的州制定了禁止裸露上半身的法律，也有部分的州将公然猥褻罪的范围扩展到裸露上半身方面。
2005年，加利福尼亚律師丽亚娜·约翰逊（Liana Johnsson）针对梅根法令做出挑战，指责当中列明女性会因为公然猥褻（哺乳或日光浴）而犯下性侵犯和儿童虐待罪。
2007年12月，50名居住在马萨诸塞州皮茨菲尔德的居民向市議會请愿在海灘分划一块男性和女性专屬的上空日光浴区域，该请愿被市議會驳回，市長宣称这份请愿是“无法接受且多余的”。
在美国，部分的地区已经立法允许成年女性在公开场合裸露上半身，包括：
- 德克薩斯州的奧斯汀（在居家范围内）
- 俄勒岡州的尤金
  - 俄勒岡州乡村集市
- 马萨诸塞州马萨葡萄园岛的露茜文森特海灘
- 俄勒岡州的波特蘭
- 佛罗里达州迈阿密海滩的南海灘
- 佛罗里达州的基韋斯特
  - 梦幻节
- 路易斯安那州的新奥尔良
  - 懺悔星期二
- 华盛顿哥伦比亚特区
- 俄亥俄州的哥伦布（在居家范围内）

尽管裸露上半身是被立法许可的，警察依然能够援引行为失当的条例将民众提控。
2013年，Go Topless 運動的一個焦點事件是活動家 Phoenix Feeley 因在新澤西州海灘裸露上半身被逮捕，並被判處 16 天監禁，她主張此法律對女性的限制構成性別歧視，侵犯了女性與男性平等的身體展示權，她在服刑期間發起絕食抗議，試圖引起公眾對該議題的關注。GoTopless 組織聲援Phoenix Feeley，並在新澤西州 Monmouth County 監獄外舉行抗議活動，呼籲改革不平等的法律規定。此事件引發了社會對女性身體自主權和性別平等的廣泛討論。

### 加拿大
1991年，一名叫做格温·雅格的人，因为赤裸上身在街上行走而被安大略省贵湖市当局逮捕，其后在1996年被安大略省上诉庭开释，理由是因为她的行为并没有触犯性犯罪或猥褻罪的条文，之后法庭开始实验有关的方针。英屬哥倫比亞和加拿大的其他省原则上给于两性平等的无上装权力，虽然实際上该项方针并没有实地的被推行。

## 參见
- 上空（无上装）
- 半裸
- 裸体
- 裸露
- 解放乳頭
- 男女平等